# Blomard

Blomard este o comună în departamentul Allier din centrul Franței. În 1 ianuarie 2022 avea o populație de 229 de locuitori.